# Південно-Східна Європа

Мапа Південно-Східної Європи в межах Пакту Стабільності Південно-Східної Європи.

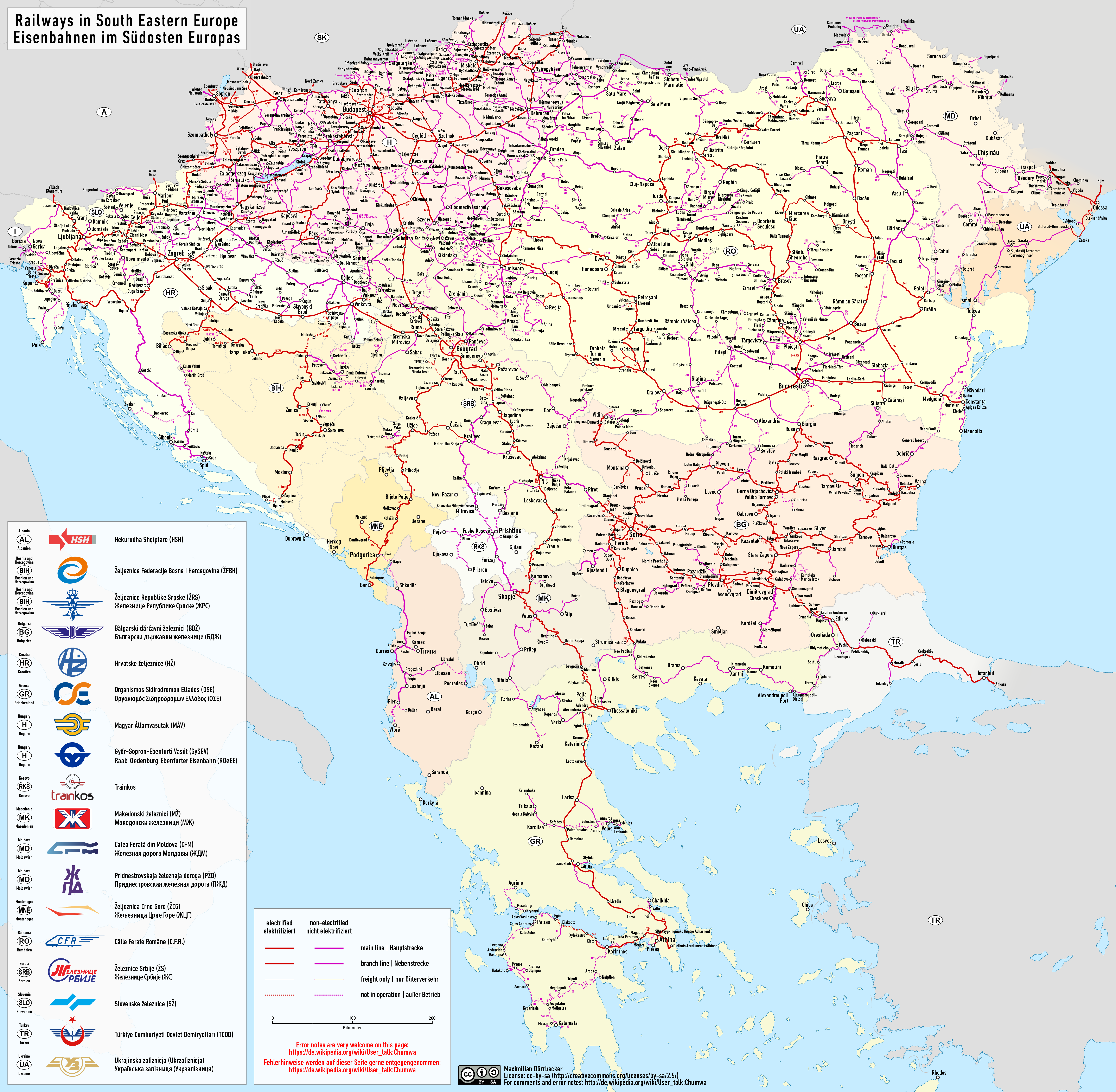
Південно-Східна Європа.

Півде́нно-Схі́дна Євро́па (ПСЄ) — географічний субрегіон Європи, що складається переважно з регіону Балканського півострова, а також прилеглих регіонів і архіпелагів. Є дублюючі та суперечливі визначення регіону, зумовлені політичними, економічними, історичними, культурними та географічними міркуваннями.
Суверенними державами та територіями, які можуть бути включені до регіону, є Албанія, Боснія та Герцеговина, Болгарія, Хорватія (більшість класифікацій розташовують її в Центральній Європі), Греція (більшість класифікацій розташовують її в Південній Європі), Косово, Чорногорія, Північна Македонія, Румунія (більшість класифікацій розташовують її в Східній Європі), Сербія та європейська частина Туреччини. Іноді політично також і Кіпр (географічно розміщений у Західній Азії), Угорщина (більшість класифікацій розташовують її в Центральній Європі), Молдова (більшість класифікацій розташовують її в Східній Європі) та Словенія (більшість класифікацій розташовують її в Центральній Європі) також включені через культурні чи історичні фактори і приналежність.
Найбільшими містами регіону є Стамбул, Атени, Бухарест, Софія, Белград.

## Поняття
Поняття Південно-Східної Європи почало вживатися з середини XIX століття, коли австрійський винахідник Йоганн Ґеорґ фон Ган (1811–1869) вперше застосував цей термін, посилаючись на країни Балканського півострова. Кордони цього геополітичного регіону Європи варіюються залежно від політичних, економічних, історичних, культурних, антропологічних, географічних та інших поглядів та концепцій визначення регіону.
Держави, описані в 2004 році Istituto Geografico De Agostini як повністю в Балканському регіоні, це: Албанія, Боснія і Герцеговина, Болгарія, Чорногорія та Північна Македонія.
З 1990-х років, частково через негативні історичні та політичні конотації терміна Балкани, особливо після військових конфліктів 1990-х років у Югославії в західній половині регіону, термін Південно-Східна Європа стає все більш популярним.

## Класифікація

### Постійний комітет з географічних назв

Основні регіони Європи згідно з німецьким.

Німецький Постійний комітет з географічних назв, який розробляє та рекомендує правила для уніфікованого використання географічних назв, пропонує два набори меж регіону. Перший відповідає міжнародним кордонам сучасних держав. Другий поділяє та включає деякі країни на основі культурних критеріїв.  Комітет включив до «Південно-Східної Європи» такі держави:
- Албанія
- Боснія і Герцеговина
- Болгарія
- Греція
- Кіпр
- Косово
- Молдова
- Північна Македонія
- Румунія (Валахія та Північна Добруджа)
- Сербія
- Чорногорія

У цій класифікації Хорватія, Угорщина та Словенія (приморська частина) включені до Центральної Європи, тоді як Туреччина (Східна Тракія) класифікується за межами основної Європи.

### ЦРУ

Регіони Європи на основі Всесвітньої книги фактів ЦРУ:
Північна Європа
Західна Європа
Центральна Європа
Південно-Західна Європа
Південна Європа
Південно-Східна Європа
Східна Європа

Центральне розвідувальне управління Сполучених Штатів Америки класифікує десять держав як належних до «Південно-Східної Європи»:
- Албанія
- Боснія і Герцеговина
- Болгарія
- Косово
- Північна Македонія
- Румунія (Валахія та Північна Добруджа)
- Сербія
- Туреччина (3% в Європі, а саме Східна Тракія)
- Хорватія (приморська частина)
- Чорногорія

### Інші погляди
- До Пакту стабільности для Південно-Східної Європи (SPSEE) входять Албанія, Боснія і Герцеговина, Болгарія, Хорватія, Косово, Молдова, Чорногорія, Північна Македонія, Румунія та Сербія як члени-партнери.
- Процес співпраці у Південно-Східній Європі (SEECP) включає Албанію, Боснію і Герцеговину, Болгарію, Хорватію, Грецію, Косово, Молдову, Чорногорію, Північну Македонію, Румунію, Сербію, Словенію та Туреччину як партнерів-членів.
- Ініціатива НАТО у Південно-Східній Європі (SECI) включає Албанію, Боснію і Герцеговину, Болгарію, Хорватію, Грецію, Угорщину, Молдову, Чорногорію, Північну Македонію, Румунію, Сербію, Словенію та Туреччину як партнерів-членів.
- До складу правоохоронного центру Південно-Східної Європи (SELEC) входять Албанія, Боснія і Герцеговина, Болгарія, Греція, Угорщина, Молдова, Чорногорія, Північна Македонія, Румунія, Сербія та Туреччина як країни-члени.[8]
- Програма транснаціональної співпраці Південно-Східної Європи, що фінансується Європейською Унією,[9] включає всю територію Албанії, Австрії, Боснії та Герцеговини, Болгарії, Хорватії, Греції, Угорщини, Північної Македонії, Чорногорії, Молдови, Румунії, Сербії, Словаччини, Словенії, а також частини Італії та України як частину «програмної території».[10]
- Членами Конвенції про поліцейське співробітництво для Південно-Східної Європи (PCC SEE) є Албанія, Австрія, Боснія і Герцеговина, Болгарія, Хорватія, Угорщина, Молдова, Чорногорія, Північна Македонія, Румунія, Сербія та Словенія.[11]
- Дослідження Світового банку розглядають Албанію, Боснію і Герцеговину, Болгарію, Хорватію, Молдову, Північну Македонію, Румунію та Сербію як вісім країн Південно-Східної Європи (SEE8).[12]
- У публікації Всесвітньої організації охорони здоров’я (ВООЗ) і Банку розвитку Ради Європи (CEB) від 2006 року Албанію, Боснію і Герцеговину, Болгарію, Хорватію, Північну Македонію, Молдову, Румунію та Сербію і Чорногорію назвали «країни Південно-Східної Європи».[13]
- Світовий банк не включає держави-учаниці Європейської Унії у свої звіти, а перераховує лише Албанію, Боснію і Герцеговину, Косово, Чорногорію, Північну Македонію та Сербію (SEE6).[14]
- Регіональне відділення Управління Верховного комісара ООН у справах біженців у Південно-Східній Європі[15] наразі вносить до списку «Південно-Східної Європи» Албанію, Боснію та Герцеговину, Північну Македонію та Чорногорію.